# Jimmy Scott
Jimmy Scott, pseudonimo di James Victor Scott (Cleveland, 17 luglio 1925 – Las Vegas, 12 giugno 2014), è stato un cantante statunitense.
Aveva una particolare voce da contralto dovuta alla sindrome di Kallmann di cui soffriva.

## Discografia
- Very Truly Yours (Savoy, 1955)
- If You Only Knew (Savoy, 1956)
- The Fabulous Songs of Jimmy Scott (Savoy, 1960)
- Falling in Love Is Wonderful (Tangerine, 1963)
- The Source (Atlantic, 1970)
- Can't We Begin Again (Savoy, 1976)
- Doesn't Love Mean More (J's Way, 1990)
- Regal Records Live in New Orleans (Specialty, 1991)
- All the Way (Sire, 1992)
- Dream (Sire/Warner Bros., 1994)
- Heaven (Warner Bros., 1996)
- Holding Back the Years (Artists Only!, 1998)
- Everybody's Somebody's Fool (Decca, 1999)
- Mood Indigo (Milestone, 2000)
- Over the Rainbow (Milestone, 2001)
- But Beautiful (Milestone, 2002)
- Moon Glow (Milestone, 2003)